# 林昌寺 (群馬県中之条町)
林昌寺（りんしょうじ）は、群馬県吾妻郡中之条町にある曹洞宗の寺院。

## 歴史
南北朝時代、長馨によって開山された。
その後、戦国時代に矢沢頼綱（真田昌幸の叔父）によって中興された。そういうこともあり、真田氏との関係が深く、寺紋は真田氏の家紋と同じ六文銭である。
墓地には、蘭方医の柳田鼎蔵や地元出身の元首相小渕恵三の墓がある。

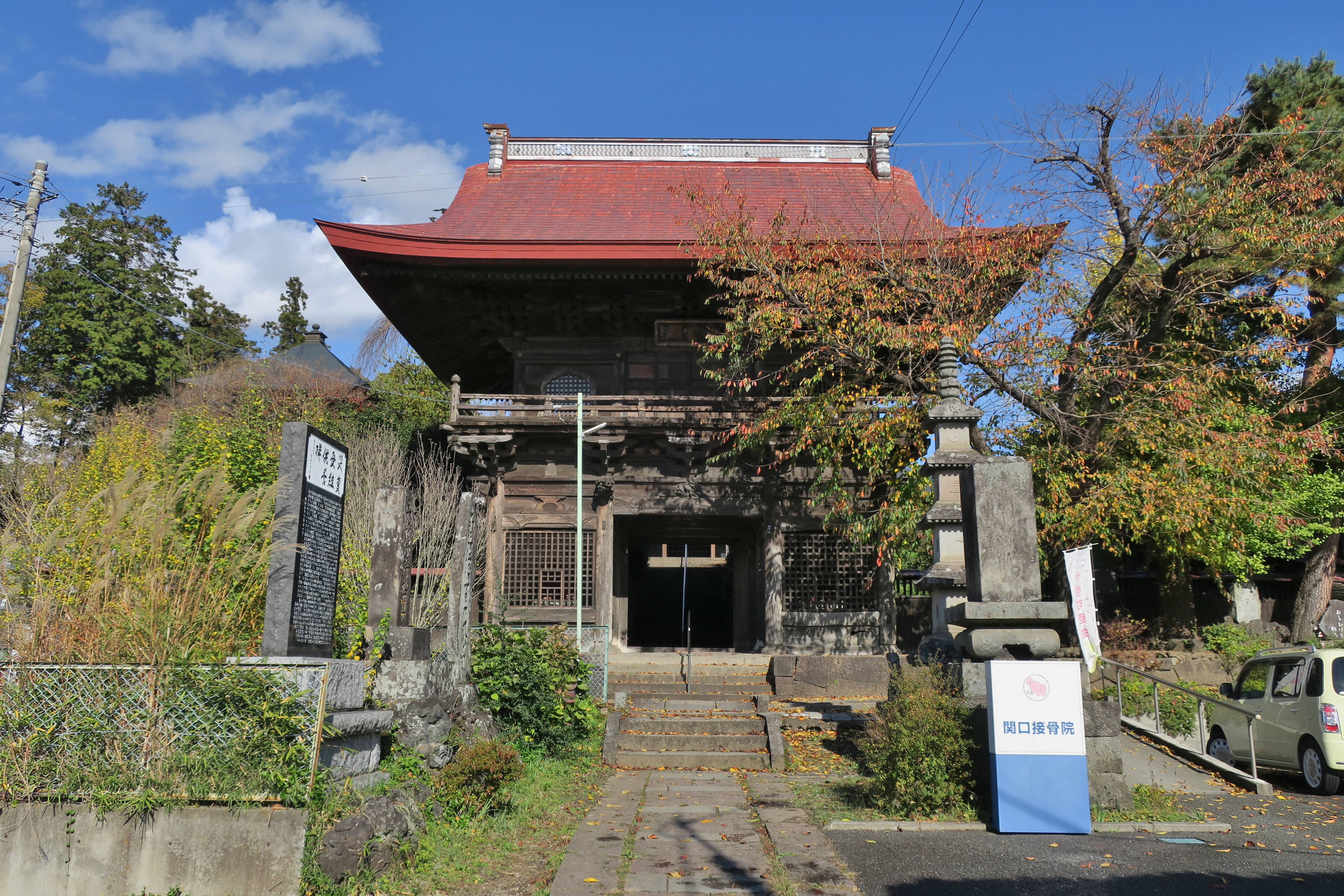
山門
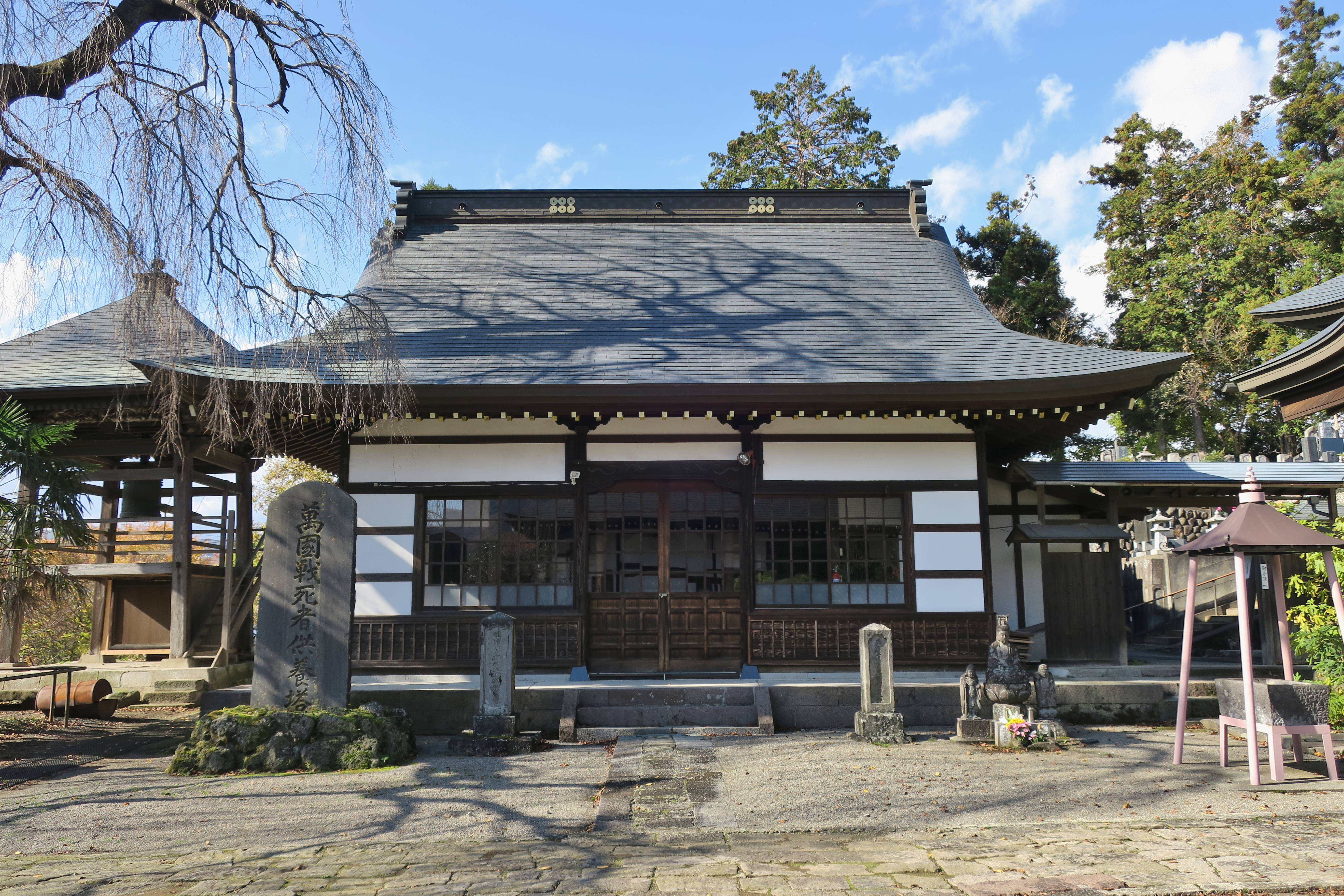
観音堂
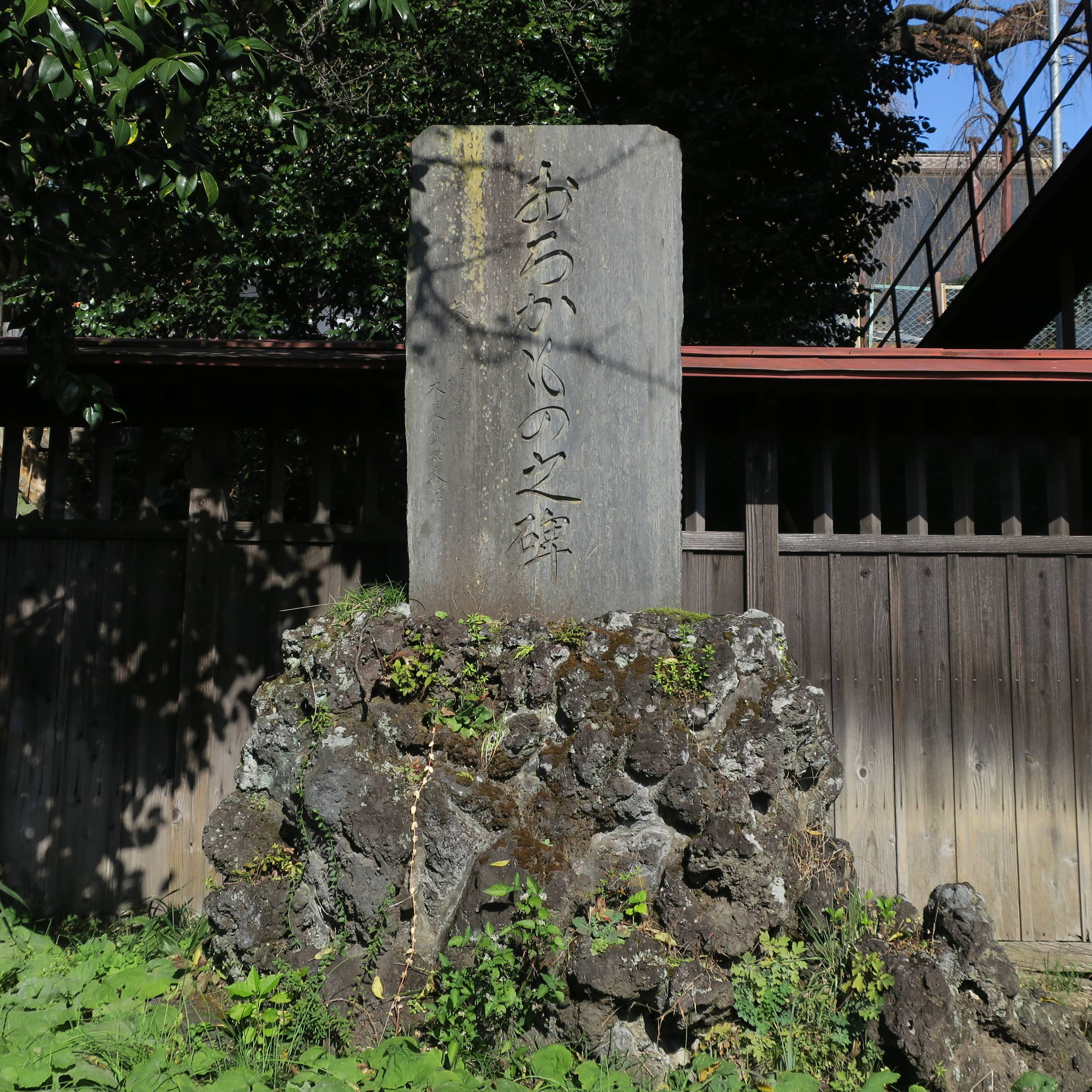
おろかもの之碑

## 文化財
- 林昌寺の画像板碑（中之条町指定重要文化財 昭和54年3月8日指定）[4]
- 林昌寺のシダレザクラ（中之条町指定天然記念物 昭和63年3月26日指定）[4]

## 交通アクセス
- 中之条駅より徒歩10分。